# Viktor Orbán
Viktor Mihály Orbán (ungerska: [ˈviktor ˈorbaːn] ( lyssna)), född 31 maj 1963 i Székesfehérvár i Ungern, är en ungersk politiker och jurist. Han är sedan 29 maj 2010 Ungerns premiärminister och sedan 2003 partiledare för Fidesz. Han var partiledare även mellan 1993 och 2000 och mellan 1998 och 2002 premiärminister, vilket gör honom till den till dags dato längst sittande premiärministern i det moderna Ungerns historia. Mellan 2002 och 2012 var han även EPP:s vice ordförande.

## Biografi
Orbán tillbringade sin barndom mestadels i Alcsútdoboz och Felcsút. Grundskolan gick han i Alcsútdoboz, Vértesacsa och Felcsút. Familjen flyttade 1977 till Székesfehérvár, där han gick på Teleki Blanka Gimnázium med engelska som språkspecialisering. Han avlade examen 1981. 
Han gjorde under 1981 och 1982 militärtjänsten i Zalaegerszeg. Därefter studerade han juridik på Eötvös Loránd-universitetets statsvetenskapliga och juridiska fakultet i Budapest, där han 1987 avlade juristexamen. Mellan 1987 och 1988 bodde han i Szolnok, men arbetade i Budapest på Jordbruk- och matförsörjningsdepartementets chefsutbildningsinstitut, där han mellan november 1987 och mars 1988 organiserade kompetensutvecklingar som sociologlärling. Från och med april 1988 var han medarbetare i Centraleuropeiska forskargruppen, genom Soros Foundations försorg. Genom ett stipendium från samma organisation studerade han den engelska liberala filosofins historia åren 1989–1990 vid Pembroke College vid Oxfords universitet. Han avbröt dessa studier på grund av parlamentsvalen 1990.
Hans politiska bana inleddes redan före Berlinmurens fall som politisk sekreterare i Ungerska kommunistpartiets ungdomsförbund (KISZ). Under sin militärtjänst genomgick han ett politiskt uppvaknande och engagerade sig i reformrörelsen. Han deltog som representant för oppositionen vid de rundabordssamtal som fördes med kommunistregimen. Vid Imre Nagys rehabilitering och återbegravning på Hjältarnas torg i Budapest sommaren 1989, höll han ett tal där han krävde fria val och sovjetarméns uttåg.
Han har varit ledamot i Ungerns parlament sedan 1990 för Fidesz. Partiet var från början ett liberalt ungdomsparti och medlem i Liberala internationalen, där Orbán även mellan 1992 och 2000 var vicepresident. Orbán satt mellan 1990 och 1994 i opposition mot den konservativa regeringen, som leddes av József Antal efter de första fria valen i Ungern. Även efter valet 1994 fortsatte Orbán att vara i opposition när socialistiska MSZP tillsammans med liberala SZDSZ vann valet. Sedan millennieskiftet har Fidesz under Orbáns ledning blivit ett alltmer konservativt parti.

### Utmärkelser
Orbán har fått Freedom Award av neokonservativa tankesmedjan American Enterprise Institute och New Atlantic Initiative (2001), storkorset av den nationella fortjänstorden i Ungern (2001), Förderpreis Soziale Marktwirtschaft (2002) och Mérite Européen-priset (2004).